# Actinochaetopteryx nudinerva
Actinochaetopteryx nudinerva är en tvåvingeart som beskrevs av Louis-Paul Mesnil 1953. Actinochaetopteryx nudinerva ingår i släktet Actinochaetopteryx och familjen parasitflugor. Inga underarter finns listade i Catalogue of Life.